# All India Anna Dravida Munnetra Kazhagam
O All India Anna Dravida Munnetra Kazhagam é um partido político da Índia. O partido foi fundado em 1972 por MG Ramachandran.
A líder do partido é OPS-EPS.
Nas eleições parlamentares de 2004 o partido recebeu 8 547 014 votos (2.2%), mas não ganhou nenhum assento no parlamento.